# Honjo-Azumabashi (metropolitana di Tokyo)
Honjo-Azumabashi (本所吾妻橋駅?, Honjo-Azumabashi-eki) è una stazione della metropolitana di Tokyo, si trova nel quartiere di Sumida. La stazione è servita sia dalla linea Asakusa della Toei metro.

## Stazioni adiacenti
| «                                       | Servizio      | »             |
| Linea Asakusa                           | Linea Asakusa | Linea Asakusa |
| --------------------------------------- | ------------- | ------------- |
| Asakusa                                 | Tutti i treni | Oshiage       |
| L'Espresso Limitato Aeroporto non ferma |               |               |